# Sjösa
Sjösa è un'area urbana della Svezia situata nel comune di Nyköping, contea di Södermanland.
La popolazione risultante dal censimento 2010 era di 483 abitanti .